# Eyetech
Eyetech Group Ltd é uma empresa fundada em 1983, com objetivo de fornecer armazenagem de dados para empresas comerciais.
Eyetech se transformou em um desenvolvedor para Amiga em 1993 A empresa paralisou seu contrato com a Amiga em 2005.